# F (福山雅治のアルバム)
『f』（エフ）は、福山雅治8枚目のオリジナル・アルバムである。2001年4月25日に発売された。制作はユニバーサル、発売元はユニバーサルミュージック、販売元はビクターエンタテインメント。

## 解説
1998年6月に発売された『SING A SONG』以来およそ2年10か月ぶりとなるオリジナル・アルバム。本作は、2000年にデビュー10周年を迎えた福山雅治が、新たな10年へ向けてのスタートとなる作品として位置づけられている。
初回限定盤は30cmLP盤アナログ・ジャケット仕様。
オリコンチャートの累計売上枚数は約87万枚であるが、日本レコード協会からはミリオンセラーに認定されている。
本作発売後、初のドーム公演『Fukuyama MASAHARU 玉子的大決起集会』を東京ドームと大阪ドームで開催した。また、ファンクラブ会員限定で原点回帰となるライブハウス公演『福山雅治 玉子的密会 “帰ってきたイナカモンバイ”』を福岡・名古屋・札幌・渋谷（東京）で行った。

## 収録曲
全作詞・作曲：福山雅治（except:M-13）
1. 友よ
（編曲：小原礼）
制作当初から次に発表するアルバムの1曲目にしようと決めていたという。ギター、ベース、カホンは一発録りの音源。
2. HEAVEN
（編曲：佐橋佳幸）
14thシングル「HEAVEN／Squall」の1曲目。フジテレビ系ドラマ『OUT〜妻たちの犯罪〜』主題歌。
当初はアルバムに収録する予定ではなかったが、試しに収録してみたものを聴いたときに案外溶け込んでいたので収録された。
3. Venus
（編曲：重実徹）
1999年に福山が主演したフジテレビ系月9ドラマ『パーフェクトラブ!』の劇中歌として鈴木建吾に提供した楽曲のセルフカバー。
ダブルトラックでのボーカルは、福山にとって初の試みとなった[4]。
4. 蜜柑色の夏休み
（編曲：佐橋佳幸）
佐橋佳幸と小倉博和によるギター・ユニット"山弦"とのレコーディング・セッションによって生まれた楽曲。詳細は該当する項目を参照。
5. 桜坂
（編曲：富田素弘）
15thシングル。TBS系『ウンナンのホントコ! “未来日記V”』テーマソング。
ロサンゼルスで行われたデモ音源作りで誕生した楽曲である[注釈 1]。
6. Escape
（編曲：佐橋佳幸）
アルバムの締め切りギリギリに詞を書いた"いっぱいいっぱい"の状況が歌詞に反映されている。
間奏のギター・ソロは福山自身がプレイしている[4]。
7. HEY! (New Century Mix)
（編曲：佐橋佳幸）
16thシングル。テレビ朝日系シドニーオリンピック放送テーマソング。
アルバム収録に際して、ドライな印象にするためにミックスし直しており、フェードアウトせずに曲が終了する。
8. Gang★
（編曲：富田素弘）
17thシングル。WOWOW スプリングキャンペーンソング。
ギター・ソロは本場アメリカのロカビリー・ギタリストによるロサンゼルス・レコーディングである[4]。
9. dogi-magi
（編曲：佐橋佳幸）
ライブ映えする曲を目指して作られた。
歌詞は“現代の男女関係のどぎまぎ感”をテーマに、ついつい女性に謝ってしまう男性の心情がコミカルに描かれている。
楽曲は、フジテレビ系月9ドラマ『パーフェクトラブ!』の劇中歌「Cutting the wave」に歌詞をつけたものである。
デュエットしている女性ボーカルは、楽曲「Squall」を提供した松本英子。
10. Blues
（編曲：PONTA BOX）
村上“ポンタ”秀一率いる"PONTA BOX"との一発録りによる音源。
そのため、音楽的にはテンポが走っていたり遅れていたりするが、“音楽している”のでこのテイクが採用されている。
11. Carnival
（編曲：井上鑑）
井上鑑が福山のオリジナル作品に携わった最初の楽曲[5]。
ボブ・ディランへのオマージュであり、福山自身の応援歌でもあるという[4]。
12. 家路
（編曲：佐橋佳幸）
16thシングル「HEY!」のカップリング。
テレビ朝日系シドニーオリンピック放送イメージソング。
ハーモニカ・ソロは福山自身が吹いている[4]。
出だしの警音器の音がカットされているため厳密にはアルバムバージョンである。
13. 春夏秋冬
（作詞・作曲：泉谷しげる / 編曲：吉川忠英 / ストリングスアレンジ：井上鑑）
15thシングル「桜坂」初回盤にボーナス・トラックとして収録されていた曲。
1972年に泉谷しげるが発表した「春夏秋冬」のカバー曲。
福山がデビューのきっかけとなったオーディションで歌った想い出の曲。
リクエストが多かったため、本作のエキストラ・トラックとして収録している[4]。

## ミュージシャン
| 友よ - Bass:小原礼 - Cajon:浜口茂外也 - Acoustic Guitar:福山雅治 HEAVEN - Drums:嶋田吉隆 - Bass:有賀啓雄 - Guitar:佐橋佳幸 - Keyboards:斎藤有太 - Vox Organ:柴田俊文 - Backing Vocals:鈴木健吾/福山雅治 - Programming:石川鉄男 Venus - Guitar/Tiple/Mandolin:佐橋佳幸 - Keyboards/Programming:重実徹 - How!!Vocal:福山雅治 - Backing Vocals:三谷泰弘 蜜柑色の夏休み - Acoustic Guitar/Keyboards:佐橋佳幸(山弦) - Acoustic Guitar:小倉博和(山弦) - Harmonica & Bass Harmonica:松田幸一 - Programming:石川鉄男 桜坂 - Guitar:小倉博和 - Keyboards/Guitar:富田素弘 - Backing Vocals:山根麻以/中山みさ/ 坪倉唯子/福山雅治 - Programming:森安信夫 Escape - Drums:山木秀夫 - Bass:小原礼 - Guitar:佐橋佳幸 - Guitar Solo:福山雅治 - Keyboards/Accordion:kyon - Percussion:三沢またろう - Fiddle/Banjo:有田純弘 HEY! (New Century Mix) - Drums:青山純 - Bass:小原礼 - Guitar:佐橋佳幸 - Keyboards:柴田俊文 - Percussion:三沢またろう - Backing Vocals:坪倉唯子/福山雅治 - Programming:石川鉄男 Gang★ - Drums:松永俊弥 - Wood Bass:鈴木雅之 - Basic Solo Guitar:kieth WYATT - Additional Guitar:小倉博和 - Acoustic Guitar:福山雅治 - Keyboards:富田素弘 - Trumpet:荒木敏男 - Trombone:村田陽一 - Alto Sax:山本拓夫 - Backing Vocals:山根麻衣/福山雅治 - Programming:森安信夫 | dogi-magi - Drums:山木秀夫 - Bass:小原礼 - Guitar Solo1:佐橋佳幸 - Guitar Solo2:福山雅治 - Keyboards:斎藤有太 - Percussion:三沢またろう - Trumpet:菅坂雅彦 - Sax:山本拓夫 - Backing Vocals:松本英子/福山雅治 - Programming:石川鉄男 Blues - Drums:村上“ポンタ”秀一(PONTA BOX) - Keyboards:佐山雅弘(PONTA BOX) - Wood Bass:金澤英明 - Acoustic Guitar:福山雅治 Carnival - Drums:山木秀夫 - Bass:美久月千晴 - Electric & Acoustic Guitar:土方隆行 - Acoustic Guitar:福山雅治 - keyboards/Programming:井上鑑 - Band Neon:小松亮太 - Trumpet:荒木敏男 - Trombone/Euphonium:村田陽一 - Soprano & Tenor Sax:山本拓夫 - Backing Vocals:比山貴咏史/井上鑑/福山雅治 and komo3 all stars 家路 - Drums:佐野康夫 - Bass:井上富雄 - Guitar/Pedal Steel:佐橋佳幸 - Guitar/Harmonica:福山雅治 - Keyboards:柴田俊文 - Percussion:三沢またろう - Programming:石川鉄男 春夏秋冬 - Acoustic Guitar/Mandolin/Doblo/Rapsteel:吉川忠英 - Guitar Solo:福山雅治 - Keyboards/Programming:井上鑑 - Strings:金原千恵子strings |